# Schlacht bei Párkány
Wien – Kahlenberg – Párkány – Gran I – Waitzen (Vác) –  Ofen I – Gran II – Neuhäusel (Nové Zámky) – Eperies – Ofen II – Mohács (Harsány) – Belgrad I – Derbend – Pataczin – Nisch – Belgrad II – Szlankamen – Belgrad III – Peterwardein – Lippa (Lipova)  – Lugos (Lugoj) – Temesvár – Olasch (Bega) – Zenta
Als Schlacht bei Párkány werden zusammenfassend zwei militärische Auseinandersetzungen bezeichnet, die sich während des Großen Türkenkrieges (1683–1699) am 7. und 9. Oktober 1683 nahe der heute slowakischen Stadt Štúrovo (ungarisch Párkány) zutrugen. Als Kontrahenten standen sich dabei die verbündeten Heere Polen-Litauens und des Heiligen Römischen Reiches sowie eine Armee des Osmanischen Reiches gegenüber. Nach einem anfänglichen Erfolg über einen Teil der polnisch-litauischen Streitmacht endete die Schlacht für die osmanische Armee mit einer schweren Niederlage.

## Ausgangslage
Der Große Türkenkrieg (in Polen Wojna polsko-turecka (1683–1699) genannt) hatte 1683 mit einer Offensive des osmanischen Heeres gegen Wien (→ Zweite Wiener Türkenbelagerung) begonnen. Nachdem dieses in der Schlacht am Kahlenberg am 12. September 1683 geschlagen worden war, begann das kombinierte deutsch-polnische Heer in einer Gegenoffensive mit der Eroberung von Ungarn. Ab dem 18. September 1683 beteiligte sich der polnische König Johann III. Sobieski mit seinen Regimentern an der Verfolgung der geschlagenen osmanischen Truppen.

## Verlauf
Das von König Johann III. Sobieski befehligte polnische Heer folgte den sich nach Ungarn zurückziehenden Osmanen seit dem 18. September 1683. Anfang Oktober wurde die Einnahme der osmanischen Festung Gran beschlossen. Am 7. Oktober geriet die ca. 2.000 Mann zählende Vorhut des in loser Formation marschierenden polnischen Heeres nahe der türkischen Palanke Párkány in einen Hinterhalt der Osmanen. Zu große Zuversicht nach dem vorangegangenen Sieg vor Wien und mangelnde Aufklärung hatten dazu geführt, dass den Polen entgangen war, dass sich in deren Nähe starke osmanische Truppenteile befanden. Diese zählten zum Zeitpunkt des Angriffs etwa 15.000 Mann und rieben die polnische Vorhut fast vollständig auf. Auch ein Teil des polnischen Hauptkontingents (ca. 4.000 Mann Hussaria unter der Führung des Königs) wurde angegriffen und in die Flucht geschlagen. Sobieski geriet selbst in Lebensgefahr, konnte sich nur mit Mühe und Glück retten und wurde zunächst von christlicher und türkischer Seite für tot gehalten.
Am folgenden Tag gelangten weitere Truppen unter Karl von Lothringen auf das Schlachtfeld. Am 9. Oktober ordnete Sobieski die nun vollständig eingetroffenen Truppen neu und die Alliierten griffen die osmanischen Verbände erneut an. Auch die Osmanen hatten in der Zwischenzeit Verstärkungen erhalten, so dass den 30.000 Streitern der Allianz bis zu 40.000 osmanische Kämpfer gegenüberstanden.
Das Ergebnis der Schlacht war eine vernichtende Niederlage der Osmanen, aus welcher manchen Quellen zufolge nur ca. 800 osmanische Soldaten entkommen waren. Insbesondere die Polen waren erpicht darauf, ihre vorangegangene Niederlage zu rächen und gaben meist keinen Pardon. Dementsprechend reichen die Angaben über die Verluste der Osmanen bis zu 30.000 Mann. Nur etwa 1.000 bis 1.500 osmanische Streiter gerieten in Gefangenschaft, darunter rund 600, die von den anderen christlichen Kontingenten vor dem Furor der Polen gerettet werden konnten.

## Folgen
Die Niederlage besiegelte auch das Schicksal von Gran. Da den Osmanen nun keine Feldarmee mehr zur Verfügung stand, bestand auch keinerlei Aussicht auf einen Entsatz der seit 18. Oktober belagerten Stadt. Daher entschloss sich Deli Bekir Pascha, der osmanische Kommandant von Gran, am 27. Oktober zur Kapitulation. Sobieski gewährte den rund 4.000 Überlebenden der Besatzung am folgenden Tag freien Abzug und ließ auch die Zivilbevölkerung per Schiff nach Pest bringen. Kara Mustafa vergab Deli Bekir Pascha den Verlust dieser bedeutenden Festung allerdings nicht und ließ ihn zusammen mit vier seiner höchsten Offiziere hinrichten.